# 張綠萍
張綠萍，JP（1939年12月16日—2017年11月25日），香港婦女界的活躍人士，香港消費者委員會的首任總幹事、前婦女事務委員會委員；亦是已故藝人張國榮的胞姐。

## 生平
張綠萍畢業於聖保羅男女中學附屬小學（1952年小六）、聖保羅男女中學（1958年中五，同屆同學尚有其表弟潘宗光，報考英文中學會考中的英文、地理、歷史、聖經、中文、中國文學及歷史、生物及國語科）及香港大學。她於1960年代任教於灣仔聖璐琦男女英文書院。1978年獲選香港十大傑出青年。
1969年，張綠萍加入政務主任職系，一心要成為離島理民官，可惜未能如願；而當時否決她申請的上司，就是後來成為她丈夫的時任新界民政署副署長麥法誠（Ian Macpherson）。張於是向人事編制科投訴受到性別歧視，後被調派出任中區民政主任，同時擔任灣仔民政主任的職務；當時，她得到時任港督的麥理浩爵士的垂青，游說她執掌新成立的消費者委員會，出任總幹事。1974年4月，張成為消委會首任總幹事，一做十年。最初，她以公務員身分「借調」到消委會；至1977年，《消費者委員會條例》頒布施行，張綠萍在條例生效前脫離公務員隊伍，以提高消委會的獨立性。
1984年，張綠萍離開消委會，加入了國際會計公司安達信會計事務所，大力協助該公司拓展內地聯繫。1987年，她創立了自己的政治顧問公司－張綠萍有限公司（Cheung-Macpherson & Co. Ltd.），首批客戶包括香港律師會。
2001年，張綠萍獲行政長官董建華任命為婦女事務委員會的非官方成員，並在2001-2004年期間，擔任委員會其下的「公眾教育專責小組」的召集人和「國際婦女論壇」的全球副會長。2007年張綠萍離任，但其女兒麥嘉軒隨即接棒加入。
離職後，張綠萍結束公司的辦事處，過著退休生活，並經常穿梭香港、倫敦和美國之間，與子女和孫兒共聚天倫。
2015年8月，張綠萍患上肺病，至2017年11月25日在養和醫院病逝，終年77歲。12月21日於香港殯儀館以佛教儀式出殯。

## 家庭
父親張活海經營洋服生意，共誕下十名子女（三名不幸夭折）；其中張綠萍為長女，已故影視紅星張國榮則為么子。當時父母有自己的房子，而兄弟姊妹則每人配一名貼身傭人照料，另居於一處，日常生活全由這些貼身工人侍候。
張綠萍曾經歷兩段婚姻。
前夫亞巴斯是張的大學同學，婚後曾一起在某中學任教，但當張快將誕下孿生女兒嘉軒及嘉殷時，亞巴斯戀上一位女同事，二人因此離婚。其後，張加入政府，認識了上司麥法誠，1977年再嫁給他，後來女兒更跟隨後父姓氏。
張綠萍與現任丈夫麥法誠育有四名子女及四名孫兒。
- 胞弟　張國榮　 已故歌手、影視紅星。
- 丈夫　麥法誠　 已故前香港政府運輸司、首任香港科技大學副校長（行政）。
- 表弟　潘宗光　 前香港理工大學校長[12]。
- 長女　劉麥嘉軒 香港會計師。
- 女婿　劉遵義　 前香港中文大學校長。
- 次女　麥嘉殷　 律師。
- 前夫　亞巴斯（英语：Ackbar Abbas）　 前香港大學比較文學系系主任[13]。